# نیکلائه کورژوس
نیکلائه کورژوس (رومانیایی: Nicolae Corjos؛ زاده ۲۲ مه ۱۹۳۵) کارگردان فیلم، فیلم‌نامه‌نویس و بازیگر اهل رومانی است.
از فیلم‌ها یا مجموعه‌های تلویزیونی که وی در آن‌ها نقش داشته‌است، می‌توان به بادبان‌های برافراشته اشاره نمود.